# Гоф (район)
Гоф (нім. Hof) — район у Німеччині, у складі округу Верхня Франконія федеральної землі Баварія. Районний центр — місто Гоф, яке адміністративно до складу району не входить.

## Населення
Населення району становить 94 522 осіб (станом на 31 грудня 2020).

## Адміністративний поділ
Район складається з 9 міст (нім. Städte), 5 торговельних громад (нім. Märkte) та 13 громад (нім. Gemeinden):
| Міста 1. Гельмбрехтс (8454) 2. Зельбіц (4275) 3. Ліхтенберг (1029) 4. Мюнхберг (10136) 5. Найла (7590) 6. Регау (9319) 7. Шауенштайн (1897) 8. Шварценбах-ам-Вальд (4351) 9. Шварценбах-ан-дер-Заале (6865) Об'єднання громад 1. Ліхтенберг (місто Ліхтенберг та громада Іссігау) 2. Файліч (громади Файліч, Гаттендорф, Тепен та Троген) 3. Шауенштайн (місто Шауенштайн та громада Лойпольдсгрюн) 4. Шпарнек (торговельна громада Шпарнек та громада Вайсдорф) | Торговельні громади 1. Бад-Штебен (3401) 2. Оберкотцау (5337) 3. Цель-ім-Фіхтельгебірге (1903) 4. Шпарнек (1564) 5. Штаммбах (2345) Громади 1. Берг (2041) 2. Вайсдорф (1146) 3. Гаттендорф (1020) 4. Герольдсгрюн (2670) 5. Делау (3862) 6. Іссігау (1006) 7. Кедіц (2466) 8. Конрадсройт (3143) 9. Лойпольдсгрюн (1185) 10. Регніцлозау (2298) 11. Тепен (1023) 12. Троген (1424) 13. Файліч (2772) |

Дані про населення наведені станом на 31 грудня 2020.